# Condecoración

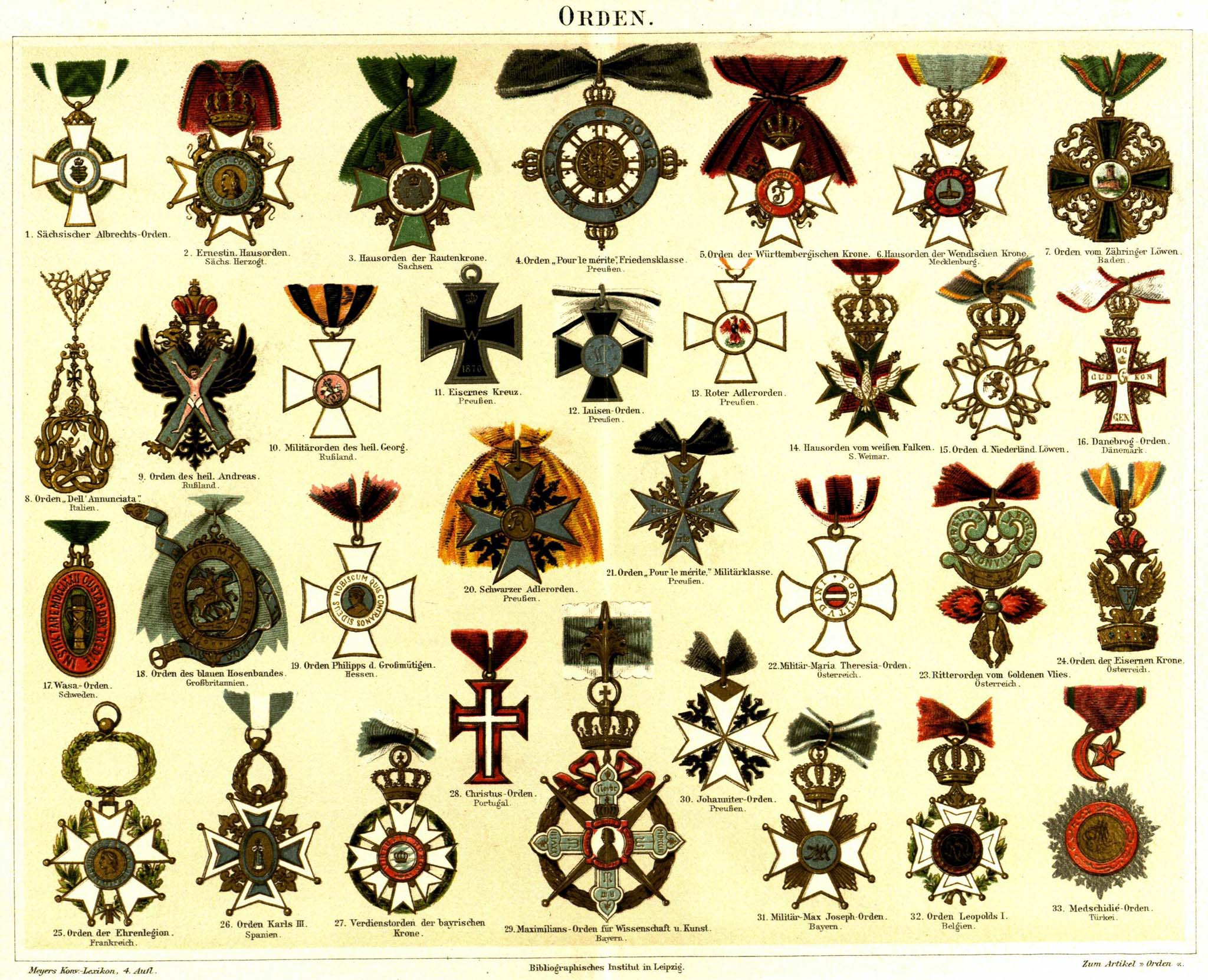
Lámina del Meyers Konversations-Lexikon en la que se reproducen distinciones de diferentes países existentes hacia 1890.

Una condecoración es una insignia que se concede como honor y distinción. Suele consistir en una pieza metálica con forma determinada, en la que se graban imágenes o inscripciones, y que suele ir prendida del pecho o colgada del cuello.
Las condecoraciones por méritos adquiridos ante la patria existen ya desde tiempos remotos y fueron conocidas por los egipcios, griegos y romanos. Consistían en collares, cintos, medallones, etc. que se llevaban ostensiblemente sobre la vestimenta. En los pueblos cristianos han tenido más comúnmente la forma de cruz ornamental, dorada y esmaltada con figuras e inscripciones alusivas que se lleva pendiente de algún lazo, collar o cordón precioso. Análogas a ellas, son las medallas distintivas de academias, congresos y demás corporaciones oficiales, muy usadas en la época moderna y adornadas con los emblemas propios de la corporación o dignidad a que corresponden.
Las ciencias que estudian las condecoraciones, civiles o militares, son el Derecho Premial y la Falerística. El Derecho Premial se ocupa de los aspectos conceptuales y doctrinales y de la relación jurídica que subyace en su concesión. La Faleristica es la disciplina que atiende al inventario, catalogación y coleccionismo de las insignias, preseas o soportes en los que una condecoración se materializa. 

## Órdenes, condecoraciones y medallas
Los términos orden, condecoración y medalla habitualmente son considerados sinónimos aunque en una investigación realizada por Thomas Baumert y Francisco J. Roldán centrada en el análisis económico del sistema premial español, estos autores recordaron que en sentido estricto no lo son. En algunos países como España, esta confusión en la terminología se ha llegado a extender al ámbito institucional. Las órdenes, según los investigadores mencionados, están determinadas por tener su origen en las órdenes militares o ecuestres, creadas como sociedades de caballeros en el contexto de las Cruzadas. Este origen explica que las órdenes, a diferencia de las restantes distinciones, se constituyen como órganos corporativos o colegiados. De esta forma, en sentido estricto, las condecoraciones serían elementos o símbolos de distinción entregados a personas o entidades en señal de reconocimiento pero, a diferencia de lo que sucede con las órdenes, después de recibirlas sus titulares no se integrarían en ninguna entidad corporativa. Las órdenes, también debido a su origen, suelen contar con una estructura jerárquica, organizándose en varias modalidades o categorías, generalmente denominadas "grados". Los grados más frecuentes suelen ser, en orden creciente de importancia: Medalla, cruz sencilla o de caballero, cruz de oficial, encomienda o insignia de comendador o de comandante, gran cruz y collar. Una excepción notable es la Orden del Toisón de Oro, que se encuentra entre el reducido número de las órdenes de caballería más antiguas y prestigiosas del mundo, y es una orden con una única categoría que es la de caballero de collar. Las medallas son distinciones individuales que tienen como finalidad premiar actos meritorios o de valentía, conmemorar acontecimientos determinados o distinguir servicios valiosos o conductas ejemplares. Estas últimas (y también algunas condecoraciones) pueden tener varias clases, habitualmente identificadas con el oro, la plata y el bronce. Estas clases suponen una clasificación de los actos, conductas o servicios recompensados pero no establecen una jerarquía entre sus poseedores.

## Tipología
Las distinciones pueden organizarse en diversas clasificaciones dada su gran variedad. Habitualmente se clasifican en función de la naturaleza de las conductas o servicios que recompensa o la institución, entidad o persona que las otorga.
En función de la naturaleza de las acciones o servicios recompensados pueden ser:
- Órdenes, condecoraciones o medallas civiles: Aquellas tienen por objeto recompensar acciones, actuaciones o servicios de carácter civil que son considerados meritorios. Pueden ser entregadas tanto a civiles como militares.
- Órdenes, condecoraciones o medallas militares: Son las distinciones cuya finalidad es premiar determinadas acciones, actuaciones o servicios de naturaleza militar. Aunque el personal militar las recibe con más frecuencia, también se conceden a civiles.
- Órdenes, condecoraciones o medallas mixtas: Aquellas que distinguen acciones, actuaciones o servicios civiles o militares. Se otorgan a civiles y militares.

En función de la persona, institución o entidad que las otorgue pueden ser:
- Distinciones oficiales: Aquellas que sean entregadas por autoridades, instituciones u organismos de un Estado.
- Distinciones privadas o semiprivadas: Si son concedidas por fundaciones, corporaciones, empresas o cualquier otro tipo de entidades que no sean de titularidad pública.
- Distinciones dinásticas: Son aquellas recompensas, habitualmente órdenes, que se encuentran vinculadas a unas determinadas familias o linajes derribados de sus tronos porque han dejado de ser otorgadas por autoridades que han sucedido a estas dinastías. La Orden del Toisón de Oro es una de las pocas órdenes de este tipo vinculada a una familia reinante y no a un país o territorio, en este caso se trata de la dinastía reinante en España.

Las recompensas, si llevan o no aparejado algún derecho económico pueden ser: 
- Órdenes, condecoraciones o medallas estrictamente honoríficas: Su concesión no conlleva ninguna prestación o derecho económico.
- Órdenes, condecoraciones o medallas pensionadas: La recompensa lleva aparejada la entrega de una pensión o prestación económica.[3][2]

## Órdenes, condecoraciones y medallas de los Estados
Las distinciones de los Estados, las más conocidas, son las insignias de un honor concedido a personas o entidades por un Estado soberano. Dentro de este grupo también se encuentran las entregadas por las entidades territoriales integradas en federaciones (confederación en el caso de Suiza), regiones y autoridades de provincias, comarcas o municipios.

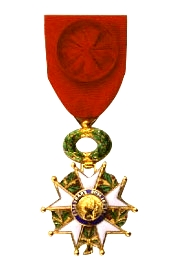
Legión de Honor (Francia)
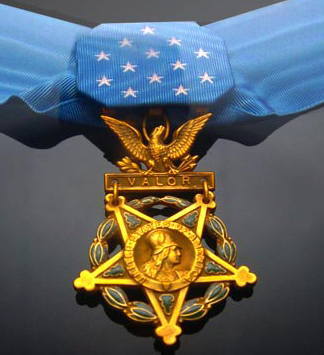
Medalla de Honor (Estados Unidos)

| País                 | Listas de órdenes, condecoraciones y medallas por países                                  |
| -------------------- | ----------------------------------------------------------------------------------------- |
| Alemania             | Órdenes, condecoraciones y medallas de Alemania                                           |
| Bielorrusia          | Órdenes, condecoraciones y medallas de Bielorrusia                                        |
| Chile                | Órdenes, condecoraciones y medallas de Chile                                              |
| Croacia              | Órdenes, condecoraciones y medallas de Croacia                                            |
| Ecuador              | Condecoraciones de Ecuador                                                                |
| España               | Órdenes, condecoraciones y medallas de España                                             |
| Estados Unidos       | Distinciones civiles federales de Estados Unidos Distinciones militares de Estados Unidos |
| Francia              | Órdenes, condecoraciones y medallas de Francia                                            |
| Italia               | Órdenes, condecoraciones y medallas de Italia                                             |
| Reino Unido          | Sistema británico de honores                                                              |
| República Dominicana | Sistema dominicano de honores                                                             |
| Unión Soviética      | Órdenes, condecoraciones y medallas de la Unión Soviética                                 |
| Rusia                | Órdenes, condecoraciones y medallas de la Federación de Rusia                             |

## Órdenes, condecoraciones y medallas internacionales
También existen distinciones internacionales, entregadas por organizaciones supranacionales, como la ONU, la OTAN, el Comité Internacional de la Cruz Roja, la Unión Europea o el Comité Olímpico Internacional. Las más conocidas, como la Medalla de las Naciones Unidas, o la de la OTAN, son de carácter militar y consideradas "condecoraciones o medallas de servicio". Este tipo de distinciones se entregan por la participación en alguna misión internacional de estas organizaciones y no para recompensar actos en los que se haya demostrado valor, mérito o heroísmo. 

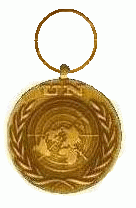
Medalla de las Naciones Unidas (Reverso sin cinta)
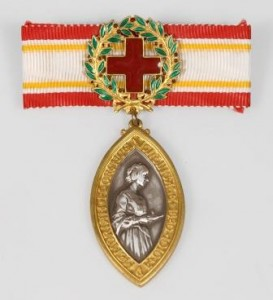
Medalla Florence Nightingale
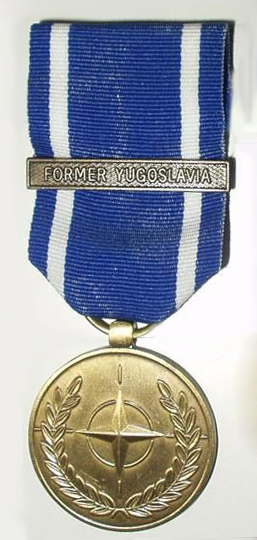
Medalla de la OTAN (Misión SFOR)

| Organización                         | Principales distinciones internacionales                        |
| ------------------------------------ | --------------------------------------------------------------- |
| Naciones Unidas                      | Medalla de las Naciones Unidas                                  |
| Comité Internacional de la Cruz Roja | Medalla Henry Dunant Medalla Florence Nightingale               |
| Comité Olímpico Internacional        | Orden Olímpica                                                  |
| OTAN                                 | Medalla de la OTAN                                              |
| Unión Europea                        | Medalla al Servicio de la Política Común de Seguridad y Defensa |

## Distinciones otorgadas por otras entidades
Aunque las recompensas más conocidas y apreciadas son las que otorgan los Estados y organizaciones internacionales, también existen otras, muy numerosas, concedidas por iglesias, logias masónicas, partidos políticos, instituciones académicas, fundaciones, asociaciones, clubes deportivos, sociedades culturales o científicas, establecimientos de enseñanza, etc.

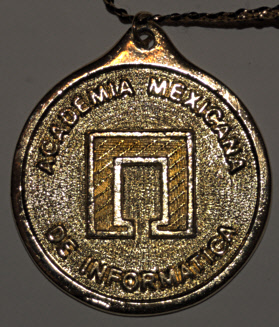
Medalla de la Academia Mexicana de Informática-AC (AMIAC).
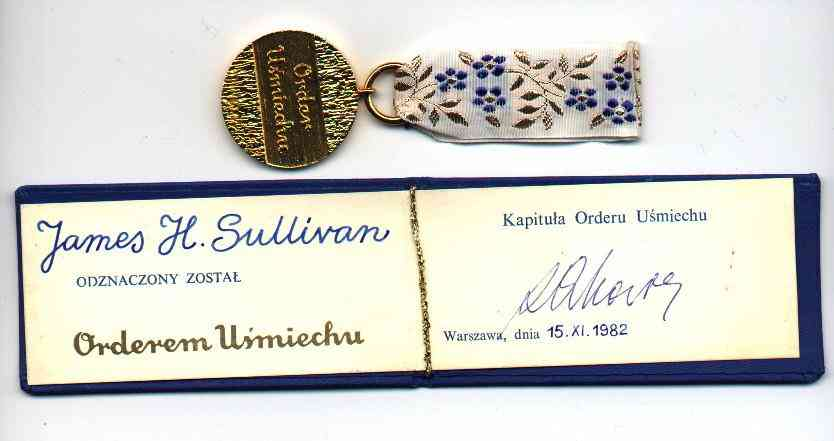
Insignia de la Orden de la Sonrisa, fundada por la revista polaca Kurier Polski.

## Revocaciones
Órdenes, condecoraciones y medallas pueden ser revocadas por distintos motivos, entre los casos más relevantes se encuentran:
- el general soviético Andréi Vlásov colaboró con los nazis durante la Segunda Guerra Mundial, lo que le valió la revocación de todas sus distinciones por esa traición;
- Leonid Brézhnev, líder soviético, se otorgó a sí mismo la Orden de la Victoria, violando su estatuto; Gorbachov lo privó post-mortem del honor, en 1988.

En casos más extraños puede darse de que alguien sea distinguido, luego le sea revocada la recompensa para más tarde ser reincorporado a la misma. Algunos ejemplos son:
- Lord Cochrane recibió la Orden del Baño en 1809, que le fue revocada en 1814 y devuelta en 1847;
- Juan Perón se otorgó a sí mismo la Orden del Libertador San Martín, de la que fue privado tras el golpe de Estado en su contra en 1955; en 1973 le fue devuelta.[4]

También puede darse el caso de que alguien devuelva la distinción obtenida, por ejemplo, Isabel II del Reino Unido devolvió su Orden de la Estrella de la República Socialista de Rumanía en Primera Clase que le había otorgado Nicolae Ceausescu, para que los rumanos entregaran las insignias de la Orden del Baño que ella había revocado a su jefe de Estado.